# テレビ東京系列日曜夕方のアニメ枠
本項では、テレビ東京系列で毎週日曜の夕方に放送されていた、または放送しているテレビアニメの作品一覧について取り上げる。

## 歴史
最初の放送作品は、1995年4月に開始した『天地無用!』である。同番組終了後は6年間中断する。
その後、2001年4月に『機動天使エンジェリックレイヤー』が17:20 - 17:50枠で開始。7月には木曜18:00枠で放送されていた海外アニメ『ウッディー・ウッドペッカー』が移動し、18:30 - 19:00枠が再開。
その後、『エンジェリックレイヤー』の後番組に『キャプテン翼 (2001年版)』、『ウッディー・ウッドペッカー』の後番組に『サイボーグ009 THE CYBORG SOLDIER』が開始。両番組も1年間放送された。
『キャプテン翼』『サイボーグ009』の終了後には1年半中断したが、2004年4月に関東・北海道ローカルかつ短編とはいえ『超ぽじてぃぶ! ファイターズ』で再び再開。
同番組終了後、5年間中断するが、2011年4月に『毎日かあさん』が水曜19:00 - 19:26枠から移動してきたことによって再開。8年半ぶりの全国ネット・30分アニメである。同作品の終了後には再度中断となったが、半年後の2012年10月に『遊☆戯☆王』シリーズの第4作『遊☆戯☆王ZEXAL』が月曜19:30 - 20:00枠から移動。続く第5作『遊☆戯☆王ARC-V』まで本枠で放送された。
『遊☆戯☆王ARC-V』の終了後には再度編成中断となったが、1年半後の2018年10月改編で、木曜18:55 - 19:53枠に『歌え!ヤンヤン!』以来、43年6ヶ月ぶりに1時間のバラエティ番組『突撃!しあわせ買取隊』を編成することになったため、木曜19:25 - 19:53枠で放送されていた『BORUTO-ボルト- NARUTO NEXT GENERATIONS』が日曜17:30 - 18:00枠へ移動し、木曜18:55 - 19:25枠で放送されていた『ポケットモンスター サン&ムーン』が日曜18:00 - 18:30枠へ移動してきたことによって、日曜17:30 - 18:30の時間帯で再開された。

## 番組一覧

### 17:15 - 17:20
| 超ぽじてぃぶ! ファイターズ | 2004年4月4日 - 2006年3月26日 | ネット局はテレビ北海道のみ。 |
| 2006年4月期以降は枠廃止    |                              |                              |

### 17:20 - 17:50
| 機動天使エンジェリックレイヤー | 2001年4月1日 - 9月30日        |  |
| キャプテン翼（第3作）          | 2001年10月7日 - 2002年10月6日 |  |
| 2002年10月期以降は枠廃止       |                               |  |

### 17:30 - 18:00
| 毎日かあさん                           | 2011年4月3日 - 2012年3月25日  | 水曜 19:00 - 19:26枠から移動。                                                                      |
| 2012年4月期から7月期まで枠廃止         |                               | |
| 遊☆戯☆王ZEXAL II                       | 2012年10月7日 - 2014年3月23日 | 月曜 19:30 - 20:00枠から移動・改題。                                                                |
| 遊☆戯☆王ARC-V                          | 2014年4月6日 - 2017年3月26日  | |
| 2017年4月期から2018年7月期まで枠廃止   |                               | |
| BORUTO-ボルト- NARUTO NEXT GENERATIONS | 2018年10月7日 - 2023年3月26日 | 木曜 19:25 - 19:53枠から移動。                                                                      |
| BLEACH 千年血戦篇                      | 2023年4月2日 - 6月25日        | 2022年10月期に火曜 0:00 - 0:30（月曜深夜）枠にて放送された作品の再放送。                            |
| 「NARUTO -ナルト-」傑作選              | 2023年7月2日 - 8月27日        | |
| BORUTO-ボルト- 傑作選                  | 2023年9月3日 - 9月24日        | 本来は「『NARUTO -ナルト-』放送20周年記念完全新作アニメーション」を放送する予定だったが延期された。 |
| キャプテン翼シーズン2 ジュニアユース編 | 2023年10月1日 - 2024年6月30日 | シーズン1は火曜 1:35 - 2:05（月曜深夜）枠にて放送（テレビ東京の場合）。                             |
| FAIRY TAIL 100年クエスト               | 2024年7月7日 - 2025年1月5日   | |
| 魔神創造伝ワタル                       | 2025年1月12日 - 6月22日       | 前作『超魔神英雄伝ワタル』は木曜 18:00 - 18:30枠にて放送。 BSではBS日テレにて放送。                 |
| ぷにるはかわいいスライム（第2期）      | 2025年7月6日 -                | 第1期は日曜 23:45 - 月曜 0:15枠にて放送。                                                           |

### 18:00 - 18:30
| 番組名                                 | 放送期間                       | 備考                                                                                        |
| -------------------------------------- | ------------------------------ | ------------------------------------------------------------------------------------------- |
| ポケットモンスター サン&ムーン         | 2018年10月7日 - 2019年11月3日  | 木曜 18:55 - 19:25枠から移動。                                                              |
| ポケットモンスター（2019年版シリーズ） | 2019年11月17日 - 2020年9月27日 | 2020年10月期以降は、金曜 18:55 - 19:25枠へ移動。                                            |
| パズドラ                               | 2020年10月4日 -                | 土曜 9:30 - 10:00枠から移動。 2020年4月以降、半分ほどゲームバラエティコーナーとなっている。 |

### 18:30 - 19:00
| 天地無用!（テレビアニメ版）           | 1995年4月2日 - 9月24日          | 第2期「新・天地無用!」は火曜18:00 - 18:30枠にて放送。 |
| 1995年10月期から2001年4月期まで枠廃止 |                                 |                                                       |
| ウッディー・ウッドペッカー            | 2001年7月1日 - 10月7日          | 木曜18:00 - 18:30枠から移動。                         |
| サイボーグ009 THE CYBORG SOLDIER      | 2001年10月14日 - 2002年10月13日 |                                                       |
| 2002年10月期以降は枠廃止              |                                 |                                                       |